# Обручников, Борис Павлович
Бори́с Па́влович Обру́чников (1905 г., Сызрань — 19 августа 1988 г., Москва) — советский генерал госбезопасности. Родился в семье кузнеца. Русский. Член ВКП(б) с января 1926 г., исключён в 1954 г.

## Биография
В сентябре 1913 — июне 1916 г. учился в приходской школе в Сызрани, затем до 14 лет жил на иждивении отца, трудовую биографию начал в августе 1919 г. рабочим-возчиком артиллерийского склада № 22, с января 1921 г. ремонтный рабочий ж.-д. станции Сызрань, с июля 1921 г. жил на иждивении брата-рабочего, с февраля 1922 г. работал на государственной мельнице № 75: ученик мукомола, маслёнщик-слесарь, с 1925 г. — председатель профкома, с февраля 1927 — секретарь ячейки ВКП(б). В сентябре 1927 г. призван на военную службу, служил на флоте.
В РККФ: с 1927 г. — Курсант-краснофлотец машинной школы, Кронштадт, в августе 1928 г. был ранен, находился на лечении в госпитале. В октябре 1928 г. демобилизован.
После демобилизации вернулся в Сызрань, был инструктором окружного профсовета, с июля 1929 г. — заместитель заведующего отдела кадров окружкома ВКП(б), председатель окружного профсоюза металлистов, с июня 1930 г. — секретарь парткома ВКП(б) при государственной мельнице № 75, секретарь горсовета, с 1931 г. — заведующий отделом кадров, с июня 1932 г. — организационным отделом горкома ВКП(б). С августа 1933 г. — заместитель секретаря Самарского крайисполкома, с февраля 1934 г. — 2-й секретарь Средневолжского крайкома ВЛКСМ, с 1935 г. — ответственный инструктор Средневолжского крайкома ВКП(б).
В органах госбезопасности: с июля 1936 г. занимал должности:
- Помощник начальника 7-го отделения ОО ГУГБ НКВД СССР (7 июля — 25 декабря 1936 г.);
- Помощник начальника 7-го отделения 5-го отдела (особого) ГУГБ НКВД СССР (25 декабря 1936 — 23 апреля 1937 г.)
- Заместитель начальника 4-го отделения 3-го (контрразведывательного) отдела ГУГБ НКВД СССР (23 апреля — 21 октября 1937 г.);
- Заместитель начальника 5-го отделения 3-го отдела отдела ГУГБ НКВД СССР (21 октября 1937 — апрель 1938 г.);
- Начальник 6-го отделения 7-го отдела 1-го Управления (госбезопасности) НКВД (апрель — октябрь 1938 г.);
- Начальник 6-го отделения 2-го отдела ГЭУ НКВД (октябрь 1938 — 1 августа 1939 г.);
- Заместитель начальника 5-го отдела (торговля, кооперация, финансы) ГЭУ НКВД (1 августа 1939 — 26 февраля 1941 г.);
- Заместитель наркома — министра внутренних дел СССР по кадрам — начальник отдела (с 29 января 1947 г. — Управления) кадров (25 февраля 1941 — 5 июля 1952 г.)
- Заместитель министра госбезопасности СССР (5 июля 1952 — 11 марта 1953 г.)
- Начальник Управления кадров МВД СССР (12 марта — 3 июля 1953 г.)

С 3 июля 1953 г. находился в распоряжении, с 25 ноября 1953 г. — в резерве Управления кадров МВД СССР.
Борис Павлович подвергся чистке как «человек Берии» после ареста и расстрела последнего. Вместе с Обручниковым тогда из органов госбезопасности изгнали, а затем частично подвергли арестам многих опытных профессионалов: генерал-лейтенанта П. А. Судоплатова, генерал-майоров Н. И. Эйтингона, С. Ф. Емельянова, А. Ф. Ручкина. Опасаясь ареста, 16 апреля 1954 года застрелился заместитель министра внутренних дел по войскам, генерал армии И. И. Масленников.
Обручников во время следствия дал показания на Берию, обвиняя того в том, что он игнорирует партийную линию в кадровой работе и не делает представления в ЦК КПСС о назначении или освобождении того или иного номенклатурного работника, не согласовывает назначения на места с секретарями обкомов партии, а также выживает партийные кадры из органов госбезопасности.
29 января 1954 г. Обручников был исключён из партии парторганизацией УК МВД СССР «за грубое нарушение установленного партией принципа подбора кадров». 5 марта 1954 г. уволен из МВД «по фактам дискредитации».
С 1954 г. работал заместителем директора техникума, затем вольнонаёмный ГУГСК МВД СССР. С 1956 г. — на пенсии. Проживал в Москве.

## Воинская карьера
Звания:
- Лейтенант ГБ (22 декабря 1936 г.)
- Старший лейтенант ГБ (5 ноября 1937 г.)
- Капитан ГБ (14 марта 1940 г.)
- Старший майор ГБ (9 июля 1941 г.), произведён, минуя звание майора ГБ;
- Комиссар ГБ 3-го ранга (14 февраля 1943 г.)
- Генерал-лейтенант (9 июля 1945 г.)

Постановлением СМ СССР № 9-4сс от 3 января 1955 г. лишён звания «как дискредитировавший себя за время работы в органах госбезопасности и недостойный в связи с этим высокого звания генерала».

## Награды[5]
- 2 ордена Ленина (29 апреля 1943 г., 19 сентября 1952 г.);
- 2 ордена Красного Знамени (20 сентября 1943 г., 16 сентября 1945 г.);
- орден Отечественной войны I степени (7 июля 1944 г.);
- 2 ордена Трудового Красного Знамени (24 апреля 1943 г., 13 декабря 1944 г.);
- орден «Знак почёта» (22 июля 1937 г.);
- нагрудный знак «Заслуженный работник НКВД» (4 февраля 1942 г.);
- 5 медалей.